# غريغ بروك
غريغ بروك (بالإنجليزية: Greg Brock)‏ هو لاعب كرة قاعدة أمريكي، ولد في 14 يونيو 1957 في ميكمينفيل في الولايات المتحدة.

## وصلات خارجية
- غريغ بروك على موقع دوري كرة القاعدة الرئيسي (الإنجليزية)
- غريغ بروك على موقعبيزبول رفرنس.كوم (الدوري الرئيسي) (الإنجليزية)
- غريغ بروك على موقعبيزبول رفرنس.كوم (الدوري الثانوي) (الإنجليزية)
- غريغ بروك على موقع إي إس بي إن.كوم (أم.أل.بي) (الإنجليزية)
- غريغ بروك على موقع مشجعي الرسوم البيانية (الإنجليزية)